# Rue André-Pieyre-de-Mandiargues
La rue André-Pieyre-de-Mandiargues est une voie piétonne située dans le quartier de la Maison-Blanche du 13e arrondissement de Paris, en France.

## Situation et accès

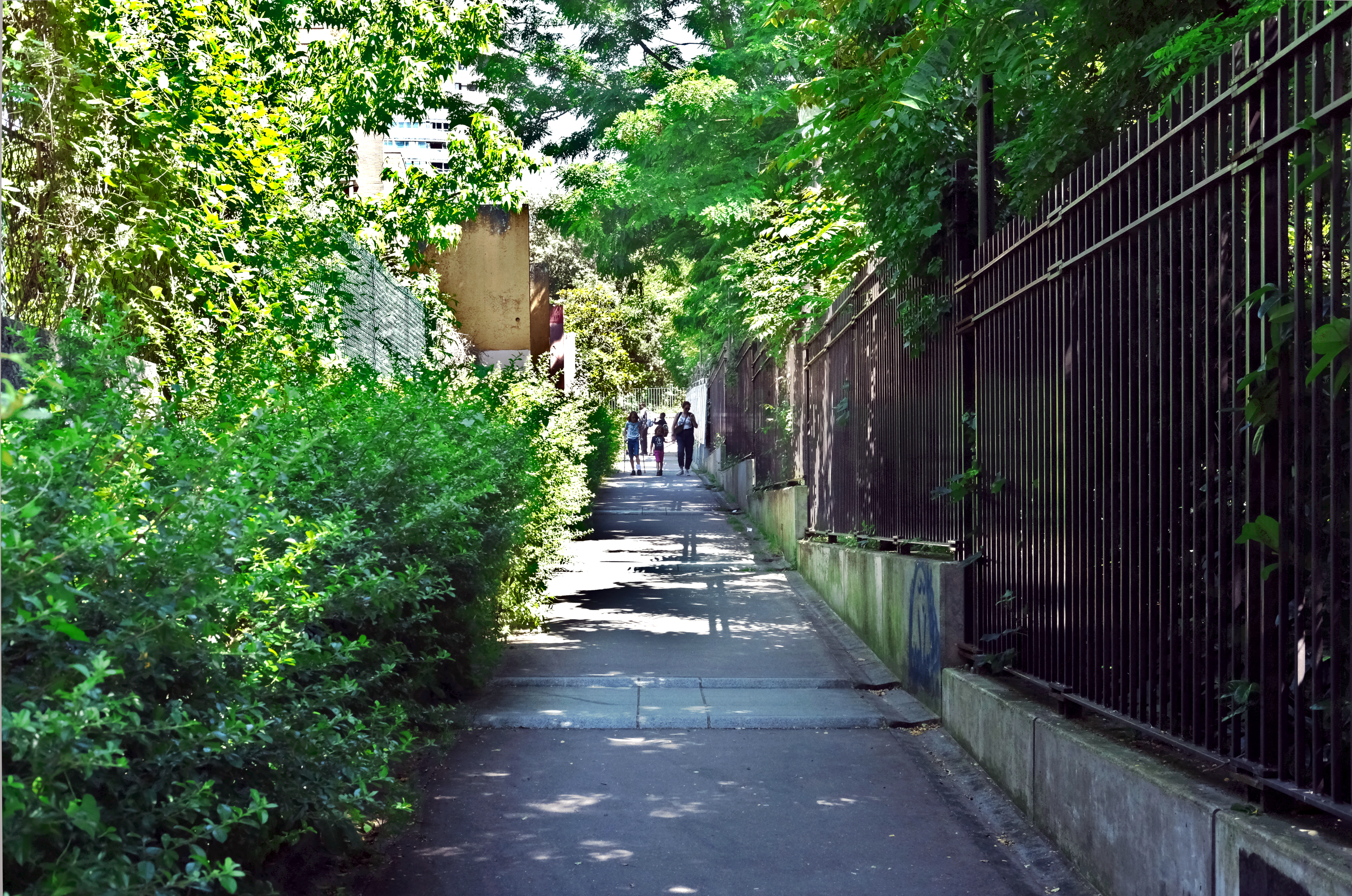
Autre vue de la rue.

La rue André-Pieyre-de-Mandiargues commence à l'avenue d'Italie, au numéro 164 bis, et se termine à la rue Damesme. Elle traverse donc le jardin du Moulin-de-la-Pointe, puis la place des 44-Enfants-d'Izieu au niveau de la rue du Moulin-de-la-Pointe.
Elle est longue de 171 mètres pour la partie orientale reliant l'avenue d'Italie à la rue du Moulin-de-la-Pointe.

## Origine du nom
Elle porte le nom de l'écrivain et poète André Pieyre de Mandiargues (1909-1991).

## Historique
Anciennement voie « DB/13 » pour sa partie orientale, ouverte dans les années 1990 lors du réaménagement de la ZAC Tage-Kellermann au niveau du no 60 de la rue du Moulin-de-la-Pointe, la rue prend sa dénomination actuelle par un arrêté municipal du 6 décembre 1999.
La partie occidentale, entre la rue du Moulin-de-la-Pointe et la rue Damesme, porte le même nom selon les panneaux in situ mais est dénommée sous son nom technique EQ/13 dans la base de données de la Ville de Paris.

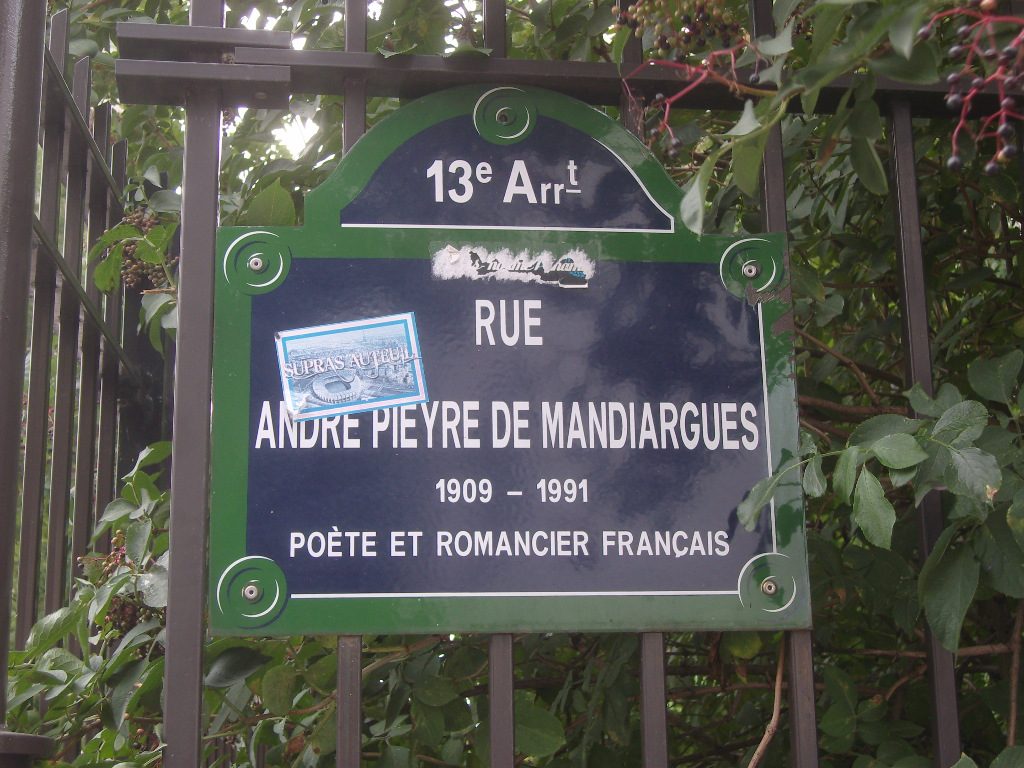
Plaque de la rue André-Pieyre-de-Mandiargues.
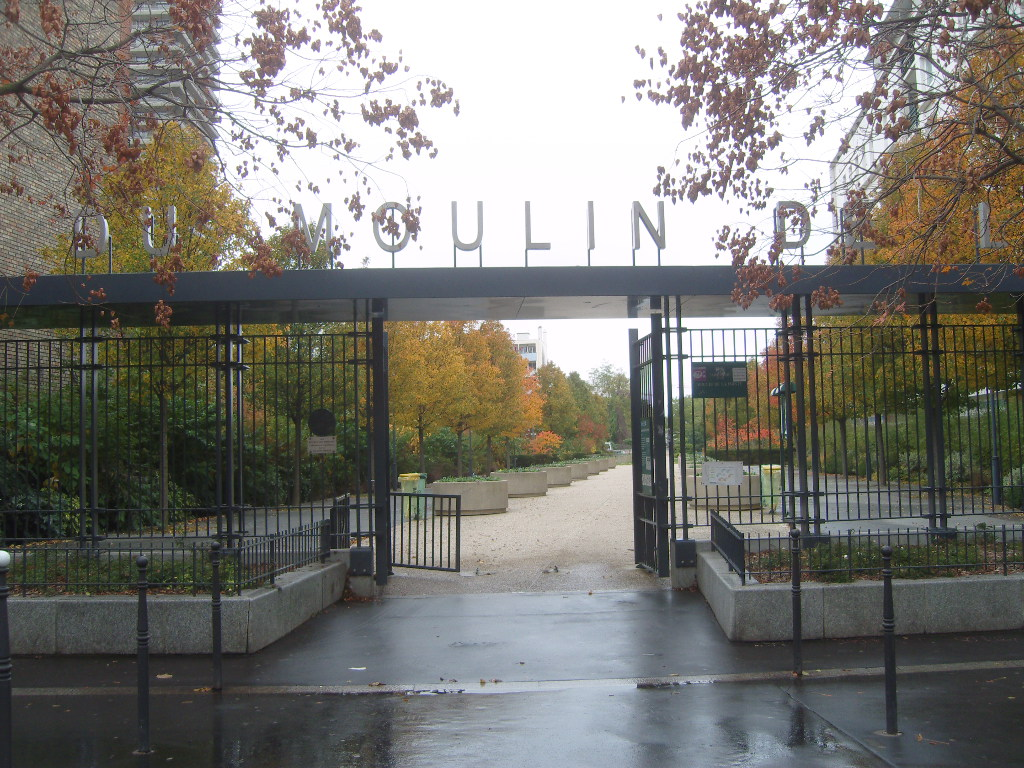
Entrée du jardin du Moulin-de-la-Pointe sur l'avenue d'Italie.
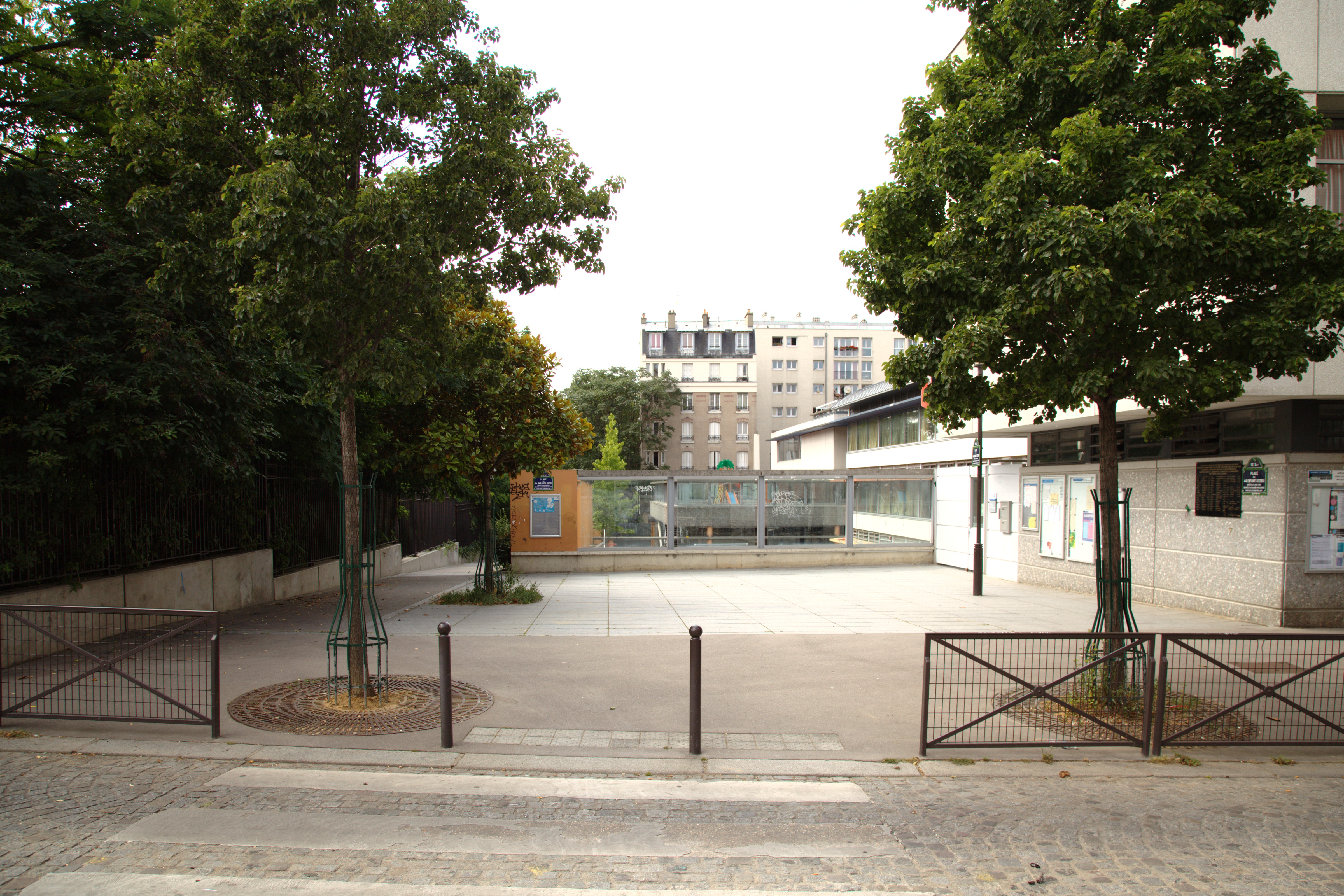
Place des 44-Enfants-d'Izieu et vue de la rue en direction de la rue Damesme.

## Bâtiments remarquables et lieux de mémoire
La rue est située le long de la ligne de Petite Ceinture, désormais désaffectée, qu'elle surplombe dans sa partie occidentale. Sa partie orientale est en fait confondue avec des chemins du jardin du Moulin-de-la-Pointe.